# 第5回帝国議会
第5回帝国議会（だい5かい ていこくぎかい）は、1893年（明治26年）11月28日に開会された大日本帝国の帝国議会（通常会）。会期終了は同年12月30日。

## 経緯・概要

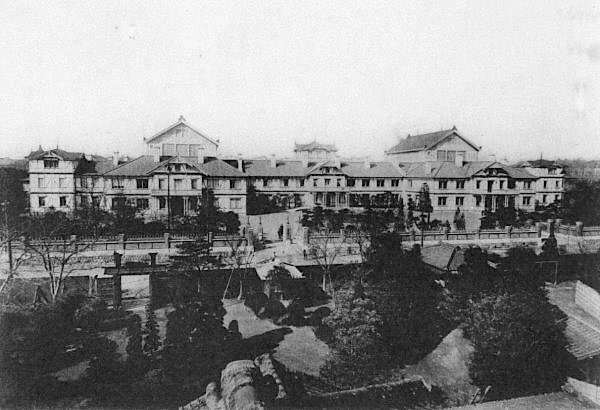
当時の仮議事堂

第2次伊藤内閣は、第3回帝国議会、第4回帝国議会と2会期にわたって軍艦建造費等の軍事予算の削減を迫られていたところ、第4回帝国議会において、明治天皇から和衷協同の詔勅（在廷ノ臣僚及帝国議会ノ各員ニ告ク詔勅）が発出された。その結果、宮中は皇室費の一部の30万円を6年にわたって支出して軍艦建造費の財源とすること、政府は高級官吏の俸給の10%を削減するなど民党が要求する行政費の減額に応じること、衆議院の第一党である自由党が予算案に賛成することで、宮中・政府・政党の三者がいわば「三方一両損」的譲歩をして予算をめぐる紛争が解決されるに至った。第4回帝国議会は、1893年（明治26年）2月28日に閉会した。
第4回帝国議会の閉会と相前後して、政府はハワイ王国との間での条約改正交渉に取り組んでいた。第4回帝国議会の会期中である1893年（明治26年）1月にハワイ事変が発生した際に、王党派が日本に対して援助を求めてきており、駐日ハワイ大使が日布修好通商条約の対等化を申し出ていた。政府は、この申出を受け入れ、日本にとって2つ目の対等条約となる改正条約を同年4月にハワイ王国との間で締結した。
政府は、その後、欧米列強との間の条約改正交渉を本格化させた。陸奥宗光外相は、同年7月5日の閣議に条約改正案を提出し、同月19日に明治天皇の裁可を得た。交渉方針としては、これまでと同様、国別談判方式を採用し、日本と最も利害関係の深いイギリスから交渉を開始した。陸奥宗光は、駐独公使に転任した青木周蔵元外相を条約改正委員に任じて駐英公使をも兼務させ、交渉の任にあたらせた。
そのころ、条約改正交渉を背景とした政府の欧化政策に反発して、世論では国粋主義（対外硬）が台頭しており、同年10月1日には、安部井磐根らが、条約改正拒否・内地雑居反対を掲げて、大日本協会と呼ばれる超党派の政治結社を設立した。大日本協会の動きに対しては、衆議院第一党の自由党を除く、立憲改進党や国民協会などの他の会派も呼応し、日英通商航海条約締結の反対を掲げる党派連合（硬六派）が結成されるに至った（現行条約励行運動）。
同年11月28日に第5回帝国議会が開会すると、翌11月29日、硬六派が相馬事件などを理由として自由党出身の星亨衆議院議長の不信任決議案を提出した。同議案の理由としては、相馬事件のほかにも、取引所法の実施にあたって、後藤象二郎農商務相や斎藤修一郎農商務次官らとともに、星亨が取引所当事者から収賄していたのではないかという疑惑も指摘されていた。衆議院は、賛成166票、反対119票にて、同議案を可決した。しかし、星亨が議長辞職を拒否したため、12月1日には、衆議院において、議長不信任上奏案が提出され、同上奏案は、賛成152票、反対126票にて、可決された。これに対し、翌2日、上奏の趣旨について、議長を更迭せよと天皇に対して請願する趣旨か、議院の不明を天皇に対して謝する趣旨か、と土方久元宮相を通じて明治天皇から楠本正隆衆議院副議長に対して「御沙汰」があったため、同日、衆議院は、後者の意とする奉答案を可決した。12月5日、衆議院は、秘密会を開き、衆議院規則203条及び206条の規定に基づき、星亨に対して一週間の登院停止の懲罰を議決し、さらに、同13日には、再び秘密会を開いて、最も重い懲罰である議員除名を議決した（なお、後任の議長選挙では楠本正隆副議長、安部井磐根の順で得票し、その結果、楠本正隆が議長に、安部井磐根が副議長に、それぞれ選任された。）。
この間、12月8日には、安部井磐根が「現行条約励行建議案」のほか、「外国条約取締法案」、「外国条約執行障害者処罰法案」の2法案を衆議院に提出しており、硬六派は、政府との対決姿勢を強めていた。
これに対し、政府は、帝国議会の停会を命ずる詔書を発することとした。12月19日、衆議院本会議が当初の議事日程を変更し、安部井磐根が「現行条約励行建議案」の提案理由説明の演説を開始した途端、同日から同月28日までの10日間帝国議会の停会を命ずる旨の詔書が朗読され、そのまま衆議院本会議は散会となった。
その後、12月29日に衆議院本会議が再び開かれると、冒頭、陸奥宗光外相が次のとおり演説を行った。
陸奥宗光外相の演説後、直ちに第一の日程である「現行条約励行建議案」の審議に入ったが、提出者の安部井磐根が提出理由の説明に入ったところで、この日から翌1894年（明治27年）1月11日までの14日間帝国議会の停会を命ずる旨の詔書が朗読され、そのまま衆議院本会議は散会となった。
政府は、この翌日の12月30日に衆議院を解散し、第5回帝国議会は閉会した。